# فهرست فرودگاه‌های اسواتینی

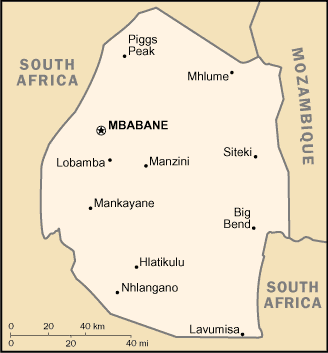
نقشهٔ اسواتینی

این مقاله شامل فهرست فرودگاه‌های اسواتینی است که بر پایهٔ مکان قرارگیری آن‌ها مرتب شده است.

## فرودگاه‌ها
| مکان       | ایکائو      | یاتا | نام فرودگاه             | باند فرودگاه طول/سطح          | مختصات                                                         |
| ---------- | ----------- | ---- | ----------------------- | ----------------------------- | -------------------------------------------------------------- |
| Big Bend   | FDUB        |      | Ubombo Ranches Airfield | ۷۳۰ متر (۲٬۴۰۰ فوت) unpaved   | ۲۶°۴۶′۰۷″ جنوبی ۰۳۱°۵۶′۱۲″ شرقی / ۲۶٫۷۶۸۶۱°جنوبی ۳۱٫۹۳۶۶۷°شرقی |
| Kubuta     | FDKS / FDKB |      | Kubuta Airfield         | ۸۴۷ متر (۲٬۷۷۹ فوت) unpaved   |                                                                |
| Lavumisa   | FDLV / FDGL |      | Lavumisa Airfield       | ۸۶۶ متر (۲٬۸۴۱ فوت) unpaved   |                                                                |
| Manzini    | FDMS        | MTS  | فرودگاه ماتساپها        | ۲٬۶۰۰ متر (۸٬۵۰۰ فوت) paved   | ۲۶°۳۱′۴۴″ جنوبی ۰۳۱°۱۸′۲۷″ شرقی / ۲۶٫۵۲۸۸۹°جنوبی ۳۱٫۳۰۷۵۰°شرقی |
| Mhlume     | FDMH        |      | Mhlume Airfield         | ۷۰۹ متر (۲٬۳۲۶ فوت) unpaved   |                                                                |
| Ngonini    | FDHG        |      | Piggs Peak Airfield     | ۸۲۳ متر (۲٬۷۰۰ فوت) unpaved   |                                                                |
| Nhlangano  | FDNH / FDGD |      | Nhlangano Airfield      | ۶۷۱ متر (۲٬۲۰۱ فوت) unpaved   |                                                                |
| Nsoko      | FDNS        |      | Nsoko Airfield          | ۶۷۱ متر (۲٬۲۰۱ فوت) unpaved   | ۲۷°۰۱′۰۶″ جنوبی ۰۳۱°۵۶′۰۷″ شرقی / ۲۷٫۰۱۸۳۳°جنوبی ۳۱٫۹۳۵۲۸°شرقی |
| Simunye    | FDSM        |      | Simunye Airfield        | ۱٬۱۰۰ متر (۳٬۶۰۰ فوت) unpaved | ۲۶°۱۱′۴۶″ جنوبی ۰۳۱°۵۵′۴۸″ شرقی / ۲۶٫۱۹۶۱۱°جنوبی ۳۱٫۹۳۰۰۰°شرقی |
| Siteki     | FDST        |      | Siteki Airfield         | ۱٬۰۰۶ متر (۳٬۳۰۱ فوت) unpaved |                                                                |
| Tambankula | FDTM        |      | Tambankula Airfield     | ۸۷۵ متر (۲٬۸۷۱ فوت) unpaved   | ۲۶°۰۶′۲۲″ جنوبی ۰۳۱°۵۵′۱۱″ شرقی / ۲۶٫۱۰۶۱۱°جنوبی ۳۱٫۹۱۹۷۲°شرقی |
| Tshaneni   | FDTS        |      | Tshaneni Airfield       | ۷۵۶ متر (۲٬۴۸۰ فوت) unpaved   | ۲۵°۵۸′۴۴″ جنوبی ۰۳۱°۴۶′۳۲″ شرقی / ۲۵٫۹۷۸۸۹°جنوبی ۳۱٫۷۷۵۵۶°شرقی |

The airstrip at Tshaneni is not to be confused with "Tshaneni Airport", a planned transportation hub based around the airstrip in Mkuze, a nearby town on the other side of the South African border.